# Congrhynchus talabonoides
Congrhynchus talabonoides és una espècie de peix pertanyent a la família dels còngrids i l'única del gènere Congrhynchus.

## Descripció
- Pot arribar a fer 30 cm de llargària màxima.[2][3]

## Hàbitat
És un peix marí i batidemersal que viu entre 247 i 393 m de fondària.

## Distribució geogràfica
Es troba al Pacífic occidental central: les illes Filipines.

## Observacions
És inofensiu per als humans.